# Thoracolopha
Thoracolopha là một chi bướm đêm thuộc họ Noctuidae. Hiện tại nó được coi là đồng nghĩa của Ariathisa.